# Lechuguilla Cave
Lechuguilla Cave (jaskinia Lechuguilla) – jedna z najdłuższych poznanych przez człowieka jaskiń na świecie, wejście do której położone jest na dnie głębokiej na dwadzieścia metrów szczeliny na terenie Parku Narodowego Carlsbad Caverns w pustynnym rejonie Chihuahua w stanie Nowy Meksyk (USA). W trosce o zachowanie pierwotnego charakteru jaskini jej dokładne położenie nie zostało publicznie ujawnione, a każdy badacz, któremu zezwolono na jej odwiedzenie i eksplorację, został na piśmie zobowiązany do utrzymania w tajemnicy jej lokalizacji (rocznie dopuszczana jest eksploracja przez 10-20 grup badaczy).

## Opis
Nazwa jaskini pochodzi od gatunku agaw rosnących w okolicy wejścia do niej, Agave lechuguilla. Odkryta została w roku 1986, gdy grupa speleologów, badających mało interesującą odnogę jednej z tutejszych szczelin, odsłoniła wejście do nieznanej dotąd sieci jaskiń, przysypane grubą na kilka metrów warstwą rumoszu skalnego. Według przypuszczeń badaczy jaskinia powstała przez rozpuszczanie skał wapiennych przez kwas siarkowy (jest on produktem wydobywających się z podziemnych złóż ropy naftowej gazów, zawierających m.in. siarkowodór i inne związki siarki, które reagując z wodą tworzą m.in. kwas siarkowy); kwas ten wypłukuje wapienie pięciokrotnie szybciej niż kwas węglowy. Do chwili jej odsłonięcia jaskinia Lechuguilla pozbawiona była jakiegokolwiek dostępu ze świata zewnętrznego, w związku z czym zdecydowano się na jej dalszą całkowitą ochronę przy pomocy specjalnie w tym celu wybudowanych i zainstalowanych gazoszczelnych śluz w wejściu. W następstwie długotrwałej izolacji jaskini wykryto w niej niespotykane gdzie indziej bakterie i archeony odżywiające się znajdującymi się w skałach związkami siarki, żelaza i manganu. Badania sekwencji RNA znajdowanych tam mikroorganizmów wskazują, że są one najbliższe bakteriom z rodzajów Hyphomicrobium, Pedomicrobium, Leptospirillum, Stenotrophomonas oraz Pantoea. Natomiast wśród archeonów stwierdzono Crenarchaeota i Euryarchaeota. Od czasu pojawienia się w niej człowieka, i pomimo wszystkich podjętych zabezpieczeń i ograniczeń odkryto w niej niedawno już także zawleczone tu z zewnątrz ludzkie bakterie pałeczki okrężnicy.
Długość poznanych do roku 2013 odcinków tej jaskini wynosiła około 222 km i z roku na rok jej eksploracja odkrywa nowe. Nazwy odkrywanych komór i tuneli nawiązują do skojarzeń geologicznych i geograficznych, ale też baśniowych i fantastyczno-naukowych, np.: „Kamieniospad” (Boulder Fall), komora „Zatoki Lodowcowej” (Glacier Bay – od nazwy Parku Narodowego Glacier Bay na Alasce), „Zatoka Perłowska” (Pearlsian Gulf), „Wietrzne Miasto” (Windy City), „Przejście Królewny Śnieżki”, „Hollywood”, „Kraina Dziwów”, „Komnata Kłujących Kostek Lodu” (Prickly Ice Cubes Room), komora „Świętego Mikołaja”, „Kraina Śnieżnych Cudów”, „Sala Hoodoo” (Hoodoo Hall), „Wielkie Niebo” (Big Sky), „Kandelabrowa Sala Balowa” (Chandelier Ballroom), „Kandelabrowe Cmentarzysko” (Chandelier Graveyard) itp. Często występujące w nazwach skojarzenia z lodem, śniegiem i zimą nawiązują do bardzo licznie występujących w tej jaskini białych formacji delikatnych kryształów gipsu, które powstały tu przez tysiące lat działania kwasu siarkowego na skały wapienne.